# Genki Ishisaka
Genki Ishisaka (石坂 元気 Ishisaka Genki?), född 13 juli 1993 i Toyama prefektur, är en japansk fotbollsspelare.
Ishisaka började sin karriär 2016 i Kataller Toyama. Efter Kataller Toyama spelade han för Briobecca Urayasu och ReinMeer Aomori.